# Susana Olaondo
Susana Olaondo (Montevideo, 27 de mayo de 1953) es una escritora y dibujante uruguaya.

## Biografía
Olaondo nació en Montevideo, Uruguay en 1953. 
Se interesó por el dibujo, la pintura, fotografía, escultura e introducción al lenguaje vis
al. Concurrió a varios talleres de escritura. Además estudió jardinería en la Escuela Municipal de Jardinería del Jardín Botánico obteniendo una tecnicatura en esa especialidad.

## Trayectoria
Ejerce la docencia de Taller de Artes Plásticas para niños. Desde 2007 tiene un Taller de expresión plástica para niños donde se busca estimular la creatividad. Escribe e ilustra sus propios cuentos para niños, dentro del género Libro-álbum.  En 1990 ilustró su primer libro: La Tía Merelde, y continúa desde entonces escribiendo e ilustrando para primeros lectores. Varios de sus libros se han editado en Estados Unidos , Chile, Argentina y Canadá. Tiene más de 30 libros publicados entre ellos un audiolibro para la Fundación Braille de Uruguay.
Posee varios premios y menciones.

### Obras
| Año  | Título                           | ISBN              | Editorial                     | Nota                                          |
| ---- | -------------------------------- | ----------------- | ----------------------------- | --------------------------------------------- |
| 1990 | La Tía Merelde                   |                   | Ediciones Mosca Hnos.         |                                               |
| 1992 | Olegario un bicho de luz apagado |                   | Ediciones Mosca Hnos.         |                                               |
| 1994 | Violeta                          |                   | Ediciones de autor            |                                               |
| 1994 | Vamos                            |                   | Ediciones de autor            |                                               |
| 1995 | La radio de Don Marío            |                   | Fundación Braille del Uruguay | Audiolibro                                    |
| 1996 | Felipe                           | 9974-59-034-5     | Alfaguara                     |                                               |
| 1997 | Una Luna                         | 978-9974-95-400-7 | Alfaguara                     |                                               |
| 1998 | Un cuento de papel               | 978-9974-95-401-4 | Alfaguara                     |                                               |
| 2001 | Julieta: ¿Qué plantaste?         |                   | Alfaguara                     |                                               |
| 2002 | Uno de conejos                   | 9974-67-129-9     | Alfaguara                     |                                               |
| 2002 | Cuentos para contar              |                   | Asociación Ser del Uruguay    | Fondos destinados al Hospital Pereira Rossell |
| 2003 | Una Pindó                        | 9974-67-160-4     | Alfaguara                     |                                               |
| 2004 | Olegario                         | 9974-67-189-2     | Alfaguara                     | Reedición                                     |
| 2004 | Meleté                           | 9974-32-353-3     | Trilce                        |                                               |
| 2004 | Vamos                            | 9974-32-365-7     | Trilce                        | Reedición                                     |
| 2005 | Si vas a dibujar...              | 9974-95-034-1     | Alfaguara                     |                                               |
| 2005 | La Huella                        | 9974-32-393-2     | Trilce                        |                                               |
| 2006 | El lapicito verde                | 9974-32-411-4     | Trilce                        |                                               |
| 2006 | Palabras                         | 9974-95-086-4     | Alfaguara                     |                                               |
| 2006 | Merelde y los lunares            | 9974-95-103-8     | Alfaguara                     |                                               |
| 2007 | Un Mago                          | 9789974801325     | Sudamericana                  |                                               |
| 2007 | Una lombriz y un águila          | 9974-95-159-4     | Alfaguara                     |                                               |
| 2008 | Gato blanco, gato negro          | 978-9974-95-270-6 | Alfaguara                     |                                               |
| 2009 | ¡Hay que insistir!               | 978-9974-95-233-1 | Alfaguara                     |                                               |
| 2009 | Mimos                            | 978-9974-95-294-2 | Alfaguara                     |                                               |
| 2009 | Jugamos                          | 978-9974-95-295-9 | Alfaguara                     |                                               |
| 2010 | La huella                        | 978-9974-95-322-2 | Alfaguara                     |                                               |
| 2010 | ¡Por un Color...!                | 978-9974-95-367-3 | Alfaguara                     |                                               |
| 2013 | Violeta y los paraguas           | 978-9974-95-728-2 | Alfaguara                     |                                               |
| 2014 | ¿Y la pelota?                    | 978-9974-95-575-2 | Alfaguara                     |                                               |
| 2014 | La nube                          | 978-9974-71-391-8 | Alfaguara                     |                                               |
| 2015 | Los patos no tienen ombligo      | 978-9974-73-212-4 | Alfaguara                     |                                               |
| 2016 | Una botella azul                 | 978-9974-73-665-8 | Alfaguara                     |                                               |
| 2017 | Lentejas                         | 978-9974-74-855-2 | Alfaguara                     |                                               |
| 2018 | Merelde y Paco                   | 978-9974-88-847-0 | Alfaguara                     |                                               |

### Premios
- 2020, Libro de Oro entregado por la Cámara Uruguaya del Libro, categoría infantil-juvenil por el libro álbum de autor nacional Ramona.[4]
- 2019, Libro de Oro entregado por la Cámara Uruguaya del Libro, categoría infantil-juvenil por el libro álbum de autor nacional Ramona.
- 2018, Libro de Oro entregado por la Cámara Uruguaya del Libro, categoría infantil-juvenil por el libro álbum de autor nacional Una Pindó.
- 2017, Premio Libro de Oro entregado por la Cámara Uruguaya del Libro por el libro Lentejas.
- 2017, Mención del Ministerio de Educación y Cultura por el libro Los patos no tienen ombligo.
- 2016, Libro de Oro entregado por la Cámara Uruguaya del Libro por el libro: Los patos no tienen ombligo.[5]
- 2010, Premio Bartolomé Hidalgo entregado por la Cámara Uruguaya del Libro por el libro infantil Categoría Libro-Álbum Por un color.[6]
- 2008, Mención del Ministerio de Educación y Cultura por el libro Gato blanco, gato negro.[7]
- 2008, Finalista del Premio Bartolomé Hidalgo entregado por la Cámara Uruguaya del Libro Hay que insistir.
- 2006, 2º Premio Nacional de Literatura para Niños y Jóvenes por el libro Palabras categoría inéditos entregado por el Ministerio de Educación y Cultura y compartido con la escritora Magdalena Helguera.
- 2004, Primera Mención entregada por el Ministerio De Educación y Cultura por el libro Una Pindó.
- 2004, Finalista al Premio Bartolomé Hidalgo entregado por la Cámara Uruguaya del Libro por El libro Meleté.
- 2003, Mención categoría inéditos del Ministerio de Educación y Cultura por el libro Uno de Conejos.
- 2000, Mención categoría inéditos del Ministerio de Educación y Cultura por el libro Por un Color.

### Teatro
El año 2000 el grupo de Teatro L´Arcaza lleva al teatro 5 libros de la autora: Una Pindó,  Julieta, ¿qué plantaste?, Por un color, Felipe  y Olegario. El grupo teatral a través de la música en vivo y el humor buscan establecer un vínculo directo con el niño como punto de partida para contar la historia. Visitan escuelas, bibliotecas, cumpleaños y varias presentaciones de libros  de la autora. En 2017 hicieron una extensa gira recorriendo el interior del país.